# ورشگ
ورشگ (به مجاری:  Verseg) یک منطقهٔ مسکونی در مجارستان است که در ناحیه آسود واقع شده‌است. ورشگ ۲۹٫۵۸ کیلومتر مربع مساحت و ۱٬۳۲۹ نفر جمعیت دارد.